# Володимир Ярославич (князь галицький)
Володимир Ярославич (1151—1199) — князь з династії Рюриковичів, може, останній з гілки роду — Ростиславичів. Князь галицький.

## Життєпис
Син Ярослава Осмомисла і княгині Ольги Юріївни.

### Прихід до влади
Після того, як у 1187 році помер Ярослав Осмомисл, на престол сів Олег Ярославич. Але неконтрольовані галицькі бояри вигнали його. Сусідня Угорщина та бояри, які майже повністю контролювали Галицьке князівство, хотіли бачити на престолі Володимира Ярославича, який міг стати простою маріонеткою.

### Правління
Правління Володимира Ярославича великими подіями не відзначилось. Це можна пов'язати з характером князя. Володимир не був ні великим воєначальником, ні дипломатом. Більшість часу Володимир Ярославич займався розвагами та розпустою. На це звернули увагу Угорщина та Волинське князівство на чолі з Романом Мстиславичем. 1183-1189 роки — час боротьби сусідніх Угорщини та Волинського князівства за володіння Володимира.
Після захоплення Угорщиною Галицького князівства в 1189 році спалахнуло повстання проти загарбників. Повсталим на допомогу прийшов чинний князь. Повстання досягло своїх результатів, і угорці покинули князівство. Володимир Ярославич правив до 1199 року, коли була зроблена друга (вдала) спроба волинського князя Романа Великого приєднати Галичину та утворити Галицько-Волинське князівство.

## У літературі
Степан Пушик на основі лінгвістичного аналізу довів, що автор «Слова о полку Ігоревім» і «Моленія Данила Заточника» — галицький князь Володимир Ярославович, брат княгині Ярославни. Леонід Махновець довів цей факт іншими шляхами.
Володимир Ярославович — персонаж повісті Володимира Бірчака «Проти закону». Мав нешлюбну дружину Марію — не розлучену з чоловіком-попом жінку з Чешибісів. Його основним суперником під час конфлікту був боярин Костянтин Сірославич.